# Dynamine laugieri
Dynamine laugieri är en fjärilsart som beskrevs av Charles Oberthür 1916. Dynamine laugieri ingår i släktet Dynamine och familjen praktfjärilar. Inga underarter finns listade i Catalogue of Life.